# معاهدة بورتاج دي سيوكس
معاهدة بورتاج دي سيوكس

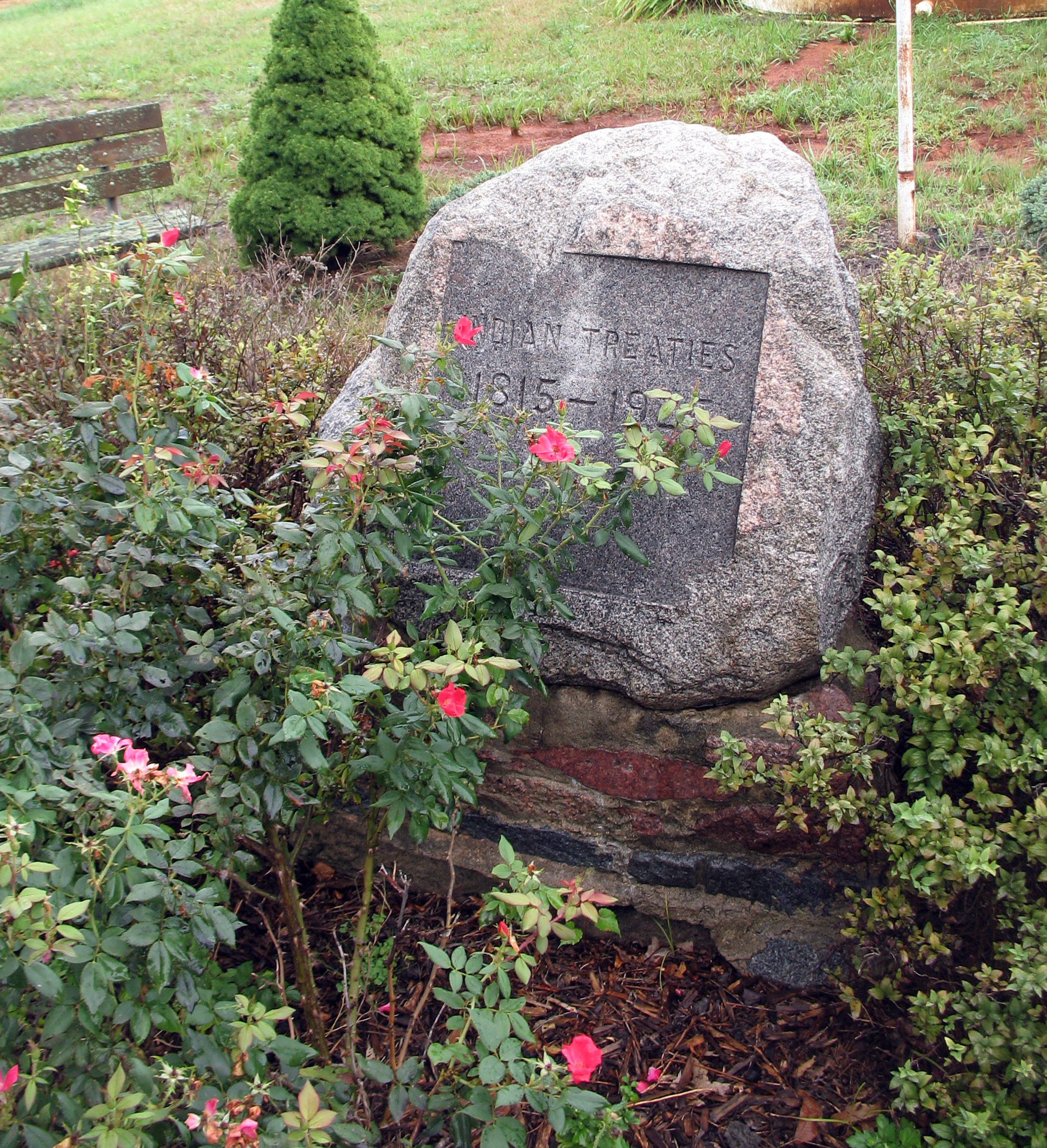
معاهدة بورتاج

معاهدة بورتاج سيوكس هي سلسلة من المعاهدات التي تمت على ضفاف نهر الميسيسيبي عام 1815 م ، والتي كان من المفترض أن تشكل رسمياً نهاية الصراعات بين الولايات المتحدة و السكان الأصليين لأمريكا الشمالية في ختام حرب 1812 م .
وعلى الرغم من أن هذه المعاهدات بدت بأنها «تعيد كافة الممتلكات والحقوق والامتيازات باحترام لهؤلاء القبائل أو الاسماء التي تمتعوا بها سابقاً أو تعد حقاً لهم» عام 1811م، الاّ انّ هذا البند يعد جزء من المادة التاسعة من معاهدة غينت التي جأت في نهاية الحرب والتي كان من المفترض أن تكون بمثابة تأكيد على الأراضي الواسعة الموجودة في الغرب الأوسط والتي أخذتها الولايات المتحدة من القبائل ولكن ضمن اتفاقيات لم يتم التوقيع عليها من قبل جميع السكان من الامريكيين الاصليين.
ويذكر انه من ضمن المعاهدات السابقة معاهدة سانت لويس (1804م) ، والتي تنازل فيها ساك أند فوكس عن قطعة أرض من ميسوري عبر إلينوي وويسكونسن و معاهدة فورت كلارك في عام 1808 حيث تنازلت أوسيدج نيشن عن ميسوري وأركنساس غرب فورت كلارك.
كانت المعاهدات تهدف لتشكيل الأساس القانوني الذي كان من المقرر أن يكمل نقل القبائل غرب ولاية ميسوري في الأراضي الهندية ، والتي كانت بمثابة تمهيد الطريق لدخول الولايات في تلك المناطق إلى الاتحاد.
في 11 مارس 1815، عيّن الرئيس جيمس ماديسون وليام كلارك (حاكم إقليم ميسوري)، ونينيان إدواردز (حاكم إقليم إلينوي)، و أوغست تشوتّو  إلى اللجنة لإبرام المعاهدة. أذن الرئيس بنفقات قدرها 20000 دولار للهدايا للرؤساء. اجتمع أعضاء اللجنة في سانت لويس بولاية ميسوري في 11 مايو 1815 لوضع الترتيبات وتوجيه 37 دعوة إلى رؤساء القبائل.
تم التوقيع على المعاهدة في بورتاج دي سيوكس بين 18 يوليو و16ديسمبر
وكان أبرز رئيس لرفض الدعوة بلاك هوك الذي اضطر للقدوم وكانت آخر علامة على المعاهدة. كان يقاوم شروطها في حرب بلاك هوك.
توقيع القبائل بالترتيب
- بوتاواتومي
- Piankeshaw
- لاكوتا
- Mdewakantonwan Dakota
- سو
- اوماها
- كيكابو
- امة الاوساج
- ساك
- فوكس
- لاوا

القبائل الأخرى اتمت ت